# Зеравшански хребет
Зеравшанският хребет (на узбекски: Zarafshon tizmasi, Зарафшон тизмаси; на таджикски: Қаторкуҳи Зарафшон; на руски: Зеравшанский хребет) е мощен планински хребет в западната част на планинската система Хисаро-Алай, разположен на територията на Таджикистан и Узбекистан. Простира се от запад на изток на протежение около 370 km южно от дълбоката долина река Зеравшан. На изток в района на т.нар. Матчинския планински възел се свързва с Алайския, Туркестанския и Хисарския хребети на същата планинска система, а на запад завършва югозападно от град Самарканд.
Дели се на три обособени части: Източна, Централна и Западна
- Източната част с дължина 195 km се простира между пролома на река Фандаря на запад и Матчинския планински възел на изток, където се свързва с по-горе посочените хребети. На юг чрез проход висок 4062 m, в изворната област на реките Ягноб и Наукрум се свързва с Хисарския хребет. Представлява много тесен хребет с остър гребен и върхове до 4500 – 5000 m. Максимална височина връх Самарканд 5085 m, разположен в средната му част.[1]
- Централната част с дължина 68 km се простира между проломите на реките Фандаря на изток и Магиан на запад. Състои се от няколко къси вериги, повищаващи се от север на юг. Голяма част е заета от ледници. Максимална височина връх Чимтарга 5489 m (39°11′52″ с. ш. 68°11′42″ и. д. / 39.197778° с. ш. 68.195° и. д.), разположен в южната му част и се явява най-високата точка на целия Зеравшански хребет. Южно от върха Зеравшанският хребет чрез висок проход осъществява втора връзка с Хисарския хребет.[1]
- Западната част с дължина около 105 km се простира западно от пролома на река Магиан и завършва югозападно от град Самарканд, като по-голямата част е на узбекска територия. Максимална височина 2581 m. Височината постепенно се понижава от изток на запад.[1]

В целия хребет има редица успоредни на гребена депресии (грабени) и няколко напречни долини на реките Магиан, Кщут, Фандаря и др. Изграден е основно от кристалинни шисти и варовици, отчасти гранити (главно в западната част). Във варовиците има силно проявени карстови форми. От северния му склон водят началото си малки, къси и бурни реки и потоци леви притоци на Зеравшан, а от югозападните – по дълги и по-спокойни реки, губещи се в Каршинската степ. Склоновете му от долу нагоре са покрити последователно с редки гори от арча (вид хвойна), планински степи, разредена високопланинска растителност, скали, сипеи и частично алпийски пасища.

## Топографска карта
- J-42-А М 1:500000[2]
- J-42-Б М 1:500000[3]